# موسوعة الامام علی بن ابی طالب علیه السلام
موسوعة الامام علی بن ابی طالب علیه السلام، فی الکتاب والسنة و التاریخ دانشنامه‌ای دربارهٔ علی بن ابی‌طالب زیر نظر محمد ری‌شهری با همکاری محمدکاظم طباطبایی و محمود طباطبایی است. ترجمهٔ فارسی این کتاب با عنوان دانش‌نامه امیرالمؤمنین بر پایه قرآن و حدیث و تاریخدر سال ۱۳۸۱ در ۱۴ جلد منتشر شد.

## جوایز
این کتاب در مراسم کتاب سال جمهوری اسلامی ایران به‌عنوان کتاب شایسته تقدیر معرفی شد.